# Nhà thờ Thánh Anna ở Ostrava
Nhà thờ Thánh Anna ở Ostrava (tiếng Séc: Kostel svaté Anny v Ostravě) là một nhà thờ Công giáo La Mã được xây dựng theo phong cách tân Gothic vào thế kỷ 19. Nhà thờ thuộc giáo phận Ostrava-Opava, tọa lạc ở quận Polanka nad Odrou, thành phố Ostrava, vùng Moravskoslezský, Cộng hòa Séc. Thánh đường có tên trong danh sách các di tích văn hóa cấp quốc gia.

## Lịch sử
Nhà thờ Thánh Anna ở Ostrava bắt đầu được xây dựng vào năm 1892. Mặt bằng nhà thờ được thiết kế theo hình ngũ giác. Trong quá trình xây dựng, phần móng nhà thờ phải được gia cố bằng những cọc gỗ dài để tránh tình trạng cát lún. Ngày 26 tháng 9 năm 1893, việc xây dựng nhà thờ đã hoàn thành. Tuy nhiên, một tháng sau khi hoàn thành, toàn bộ tháp chính đã bị sập trong một trận bão lớn. May mắn thay, sự kiện này không khiến bất kỳ ai bị thương. Nhà thờ cùng tòa tháp được xây dựng lại vào năm 1894. Tòa tháp mới (vẫn đứng sừng sững cho đến ngày nay) cao 22 mét và có một mặt đồng hồ. Ngày 22 tháng 4 năm 1900, nhà thờ được thánh hiến long trọng. Năm 2000, nhà thờ Thánh Anna ở Ostrava được trùng tu.